# District de Swat
Swat (en pachto et en ourdou : سوات, communément appelé vallée de Swat) est un district administratif de la province de Khyber Pakhtunkhwa, au Pakistan. Il est situé à 160 km d'Islamabad, la capitale du pays. Le chef-lieu du district de Swat est Saidu Sharif, mais la ville principale de la vallée est Mingora. Sa population atteint près de 2,7 millions d'habitants en 2023.
Il doit son nom à la rivière Swat et à sa vallée dont le district constitue la partie amont. Swat était un État princier (l'État de Swat) au sein de la province de la Frontière-du-Nord-Ouest, jusqu'à sa dissolution en 1969. 
Avec ses hautes montagnes, ses forêts vertes et ses lacs aux eaux limpides, c'est une région d'une grande beauté naturelle qui était connue comme la « Suisse du Pakistan ». Elle attirait de nombreux touristes, qui contribuaient à la prospérité relative du district. À partir de 2003, la région subit d'importantes violences de la part des combattants du TNSM, liés aux talibans, qui ont peu à peu pris le contrôle du district et imposé la charia. Après l'offensive infructueuse de 2007, l'armée pakistanaise a mené une nouvelle opération en 2009 pour déloger les militants islamistes, ce qui a apporté un calme relatif à la région.

## Histoire

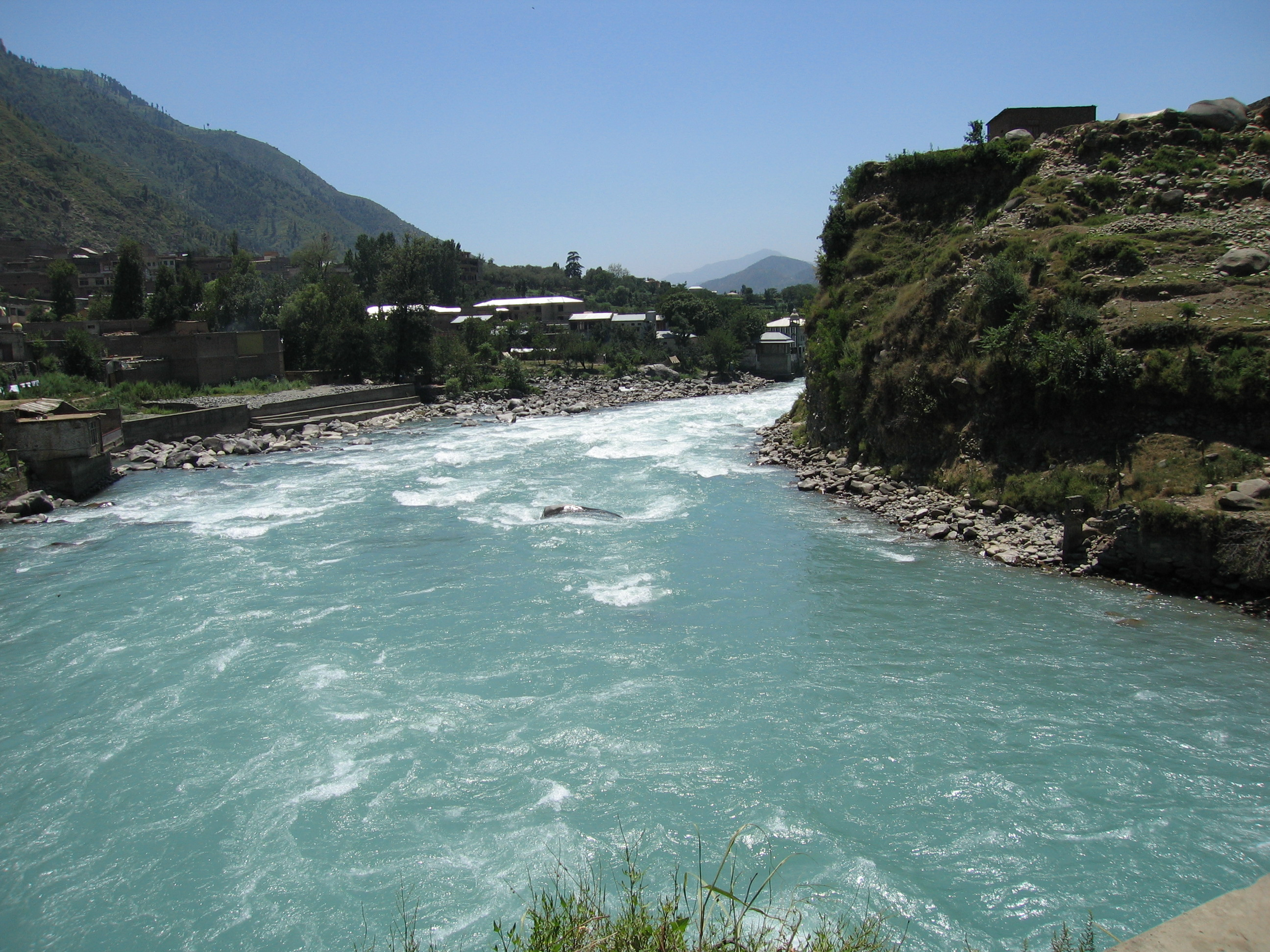
La rivière Swat qui donne son nom à la vallée.

### Antiquité
Alexandre le Grand a fait la conquête de la vallée en 327 av. J.-C. Au début de notre ère une importante communauté bouddhiste a laissé de nombreux monuments dans cette vallée du district de Swat.
Une mission archéologique italienne y a effectué une recherche en profondeur, l'IsMEO (ou IsIAO), de 1956 à 1996. Ce travail de recherche a donné lieu à de grandes expositions internationales, dont la première en 1958, exposition qui s'est tenue tout d'abord au Museo Nazionale d'Arte Orientale (MNAO, devenu « MNAO 'Giuseppe Tucci' ») à Rome, à l'occasion de son inauguration. Cette exposition a pu circuler ensuite à Turin, Paris, Zürich et Lisbonne. Et la majorité des œuvres exposées provenaient des grands musées du Pakistan : Lahore Central Museum, Peshawar Museum, Taxila Archaeological Museum. La collection la plus importante, en dehors du Pakistan, se trouve donc au MNAO de Rome. Un groupe important de sculptures se trouve encore au MAO de Turin.
Les œuvres, très souvent de simples fragments, qui ont pu être préservées jusqu'à aujourd'hui témoignent de la grande qualité du travail des sculpteurs, de leur très grand pouvoir de synthèse entre les cultures qui caractérisaient alors le territoire contrôlé par les Kouchans et leurs successeurs, de l'Afghanistan jusqu'au Cachemire. Aux marges du bassin de l'ancien Gandhara, lequel était au centre de cet ancien empire Kouchan, cette vallée est considérée comme relevant de son espace culturel, à cette ancienne époque. Et l'art qui y a été produit relève donc de l'art du Gandhara. Cependant les traits caractéristiques qui lui sont propres offrent un terrain de recherche ouvert, à l'avenir. Certains caractères formels des sculptures du Gandhara et des régions plus ou moins voisines ont permis au premier spécialiste de cet art, Alfred Foucher, de créer le concept d'art gréco-bouddhique en 1905. Aujourd'hui ce concept s'avère trop réducteur, sans pour autant avoir trouvé une autre dénomination acceptée par tous, et l'art de la vallée du Swat peut être comparé aux autres « arts gréco-bouddhiques » , à défaut d'autre concept.
C'est donc dans la vallée de la rivière Swat, aux premiers siècles de notre ère, qu'apparaissent de très anciens lieux de culte bouddhistes et parmi les toutes premières représentations de Bouddha sur le site de Butkara I. Quelques-unes ont été préservées sous forme de sculptures taillées dans le schiste local, au sein des abondants décors des monuments bouddhistes qui parsèment la région. Mais des sculptures importées de Mathura , au Cachemire indien, et taillées dans un grès rose ou rouge, ont pu arriver dès cette époque dans cette vallée, voire dans les régions environnantes. En tout cas un fragment de représentation de Bouddha daté du IIe siècle, conservé au MNAO, et découvert à Butkara provient de Mathura.

### XIXeet XXesiècles: l'État princier de Swat

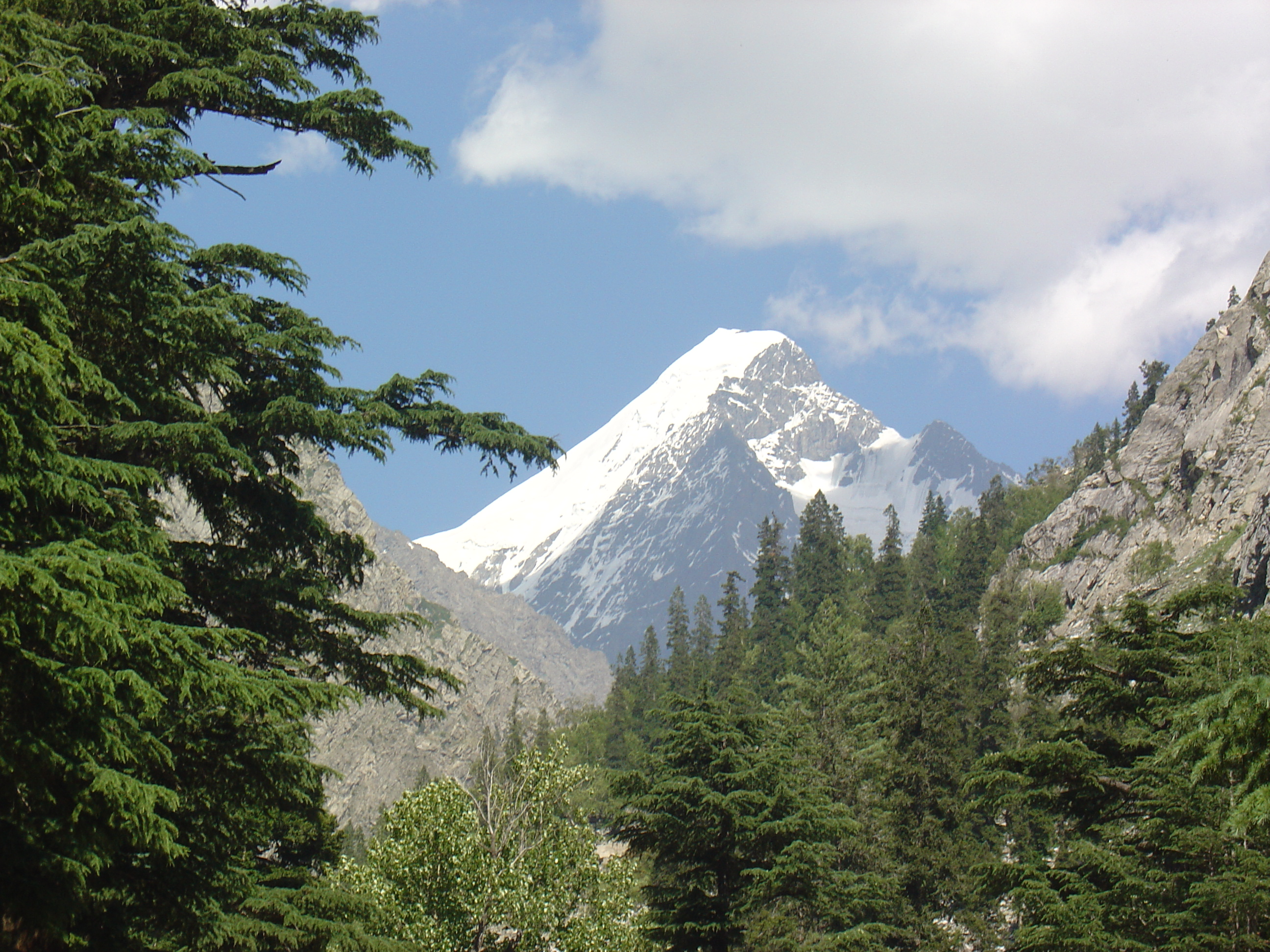
Une montage enneigée de la vallée.

Liste des émirs puis walis de l'État princier de Swat :
- Émirs :
  - 1849 - 1857 : Akbar-Shah
  - 1857 - 1863 : Moubarak-Shah
- Walis :
  - 1914 - 1917 : Abdul-Jabbar-Khan
  - 1917 - 1949 : Abdul-Wadud-Khan (1881-1971), abdiqua
  - 1949 - 1969 : Jahanzed-Khan (1908-1987)

#### Bataille de Swat de 2007

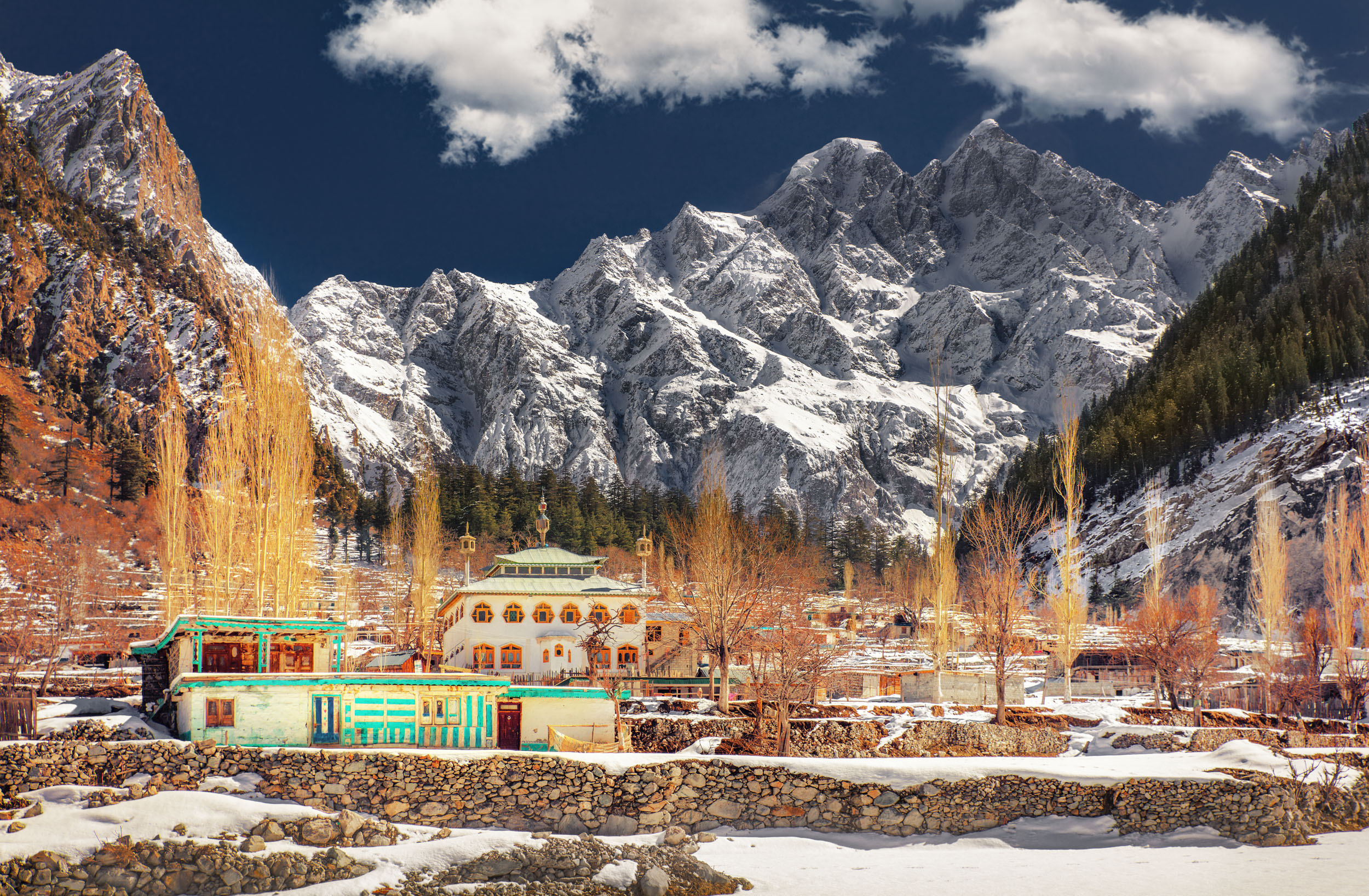
Le village de Miltaltan.

### L'insurrection talibane

#### Régime taliban au Swat et accords de 2009
En décembre 2008, la plus grande partie du territoire a été soumise aux insurgés talibans et est devenue dangereuse pour le tourisme. Les militants islamistes dirigés par Maulana Fazlullah et son groupe Tehrik-e-Nifaz-e-Shariat-e-Mohammadi ont imposé à la population un régime basé sur l'application stricte de la charia, avec l'instauration de tribunaux islamiques, qui appliquent notamment la décapitation et la flagellation publique. À Mingora, les talibans exposaient notamment les corps des condamnés sur la place principale et il était interdit aux femmes de sortir dans la rue sans être accompagnées d'un homme de leur famille. Les talibans ont également interdit l'instruction pour les filles et détruit par explosion ou incendie plus de 170 écoles, ainsi qu'une série de bâtiments gouvernementaux,. Les forces de police locale ont été forcées à démissionner, et plusieurs employés du gouvernement tués. Les comportements considérés comme déviants sont également punis : par exemple la barbe est obligatoire pour les hommes et l'accès à internet prohibé.
Un accord, baptisé « Nizam-e-Adl » (Ordre et justice en ourdou) passé entre le gouvernement et les talibans, en février 2009, échangeait un cessez-le-feu de dix jours contre l'instauration de tribunaux islamiques appliquant la charia, avec l'exigence de réouverture des écoles de filles,.

#### Seconde bataille de Swat

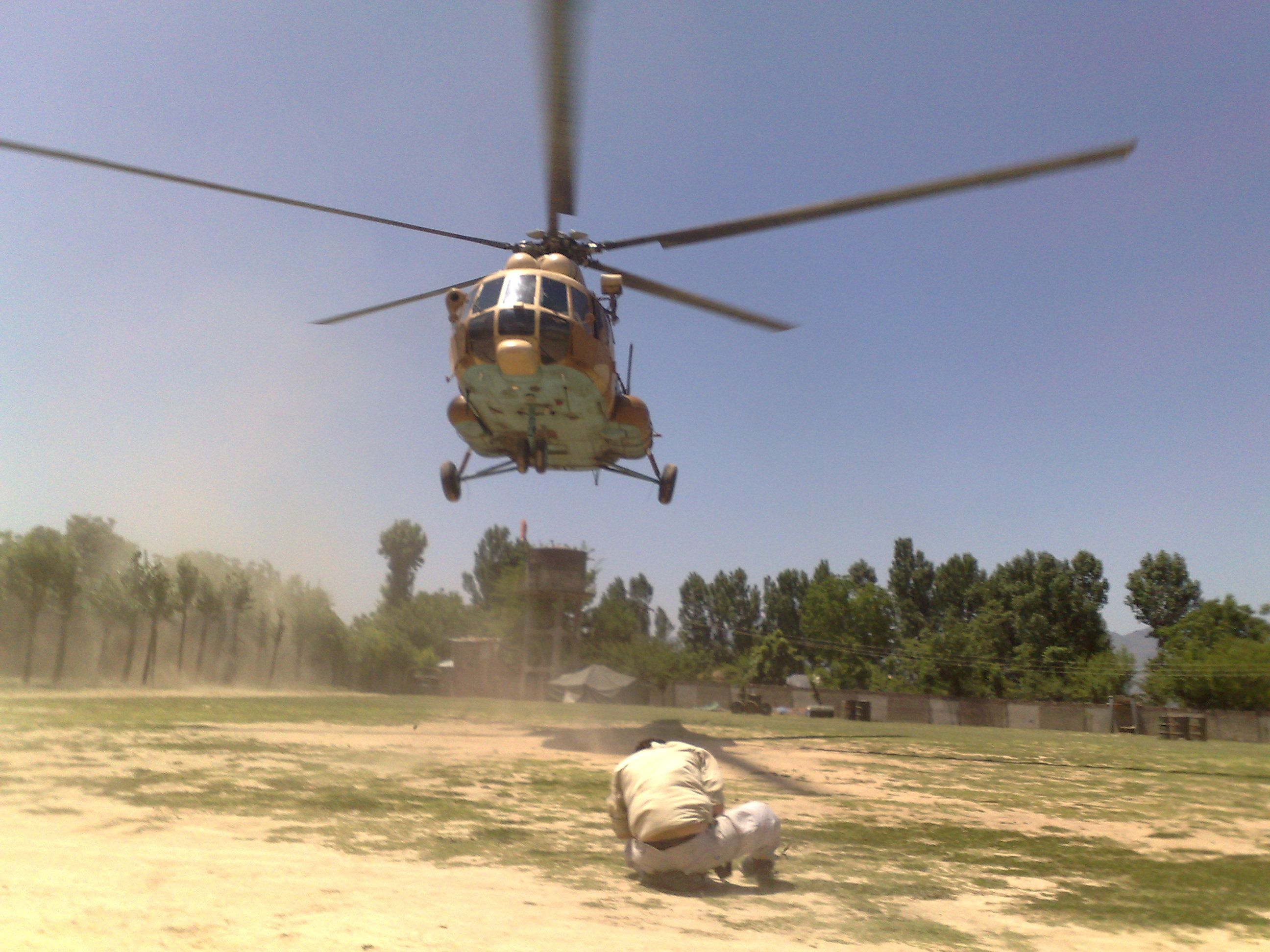
Un Mil Mi-8 atterrit près de Baine Baba Ziaratle, le point culminant de la vallée.

Les talibans ayant rompu le cessez-le-feu et pris le contrôle quelques jours d'une région proche de la capitale, cette action a provoqué une réponse militaire du gouvernement pakistanais qui a ordonné le 7 mai 2009 à l'armée pakistanaise d'éliminer les talibans du district de Swat. Le 30 mai 2009, l'armée annonce avoir repris le contrôle de Mingora, la plus grande ville du district. L'opération, qui prend fin le 15 juillet 2009, aurait fait environ 1 700 morts, dont 1 500 combattants islamistes.
En 2010, un an après le début de l'offensive, 50 000 soldats seraient déployés dans le district, soit environ 1 soldat pour 26 habitants (avec le recensement de 1998). L'opération est en partie un succès en ce qu'elle a mis fin au régime imposé par les militants islamistes. Toutefois, l'insécurité demeure dans certaines zones rurales, ainsi que quelques combats sporadiques. La population craint toujours le retour des talibans si l'armée abandonnait de nouveau la région, comme ce fut le cas en 2007. En 2010, des touristes nationaux recommencent à fréquenter la vallée.

### Inondations de 2010

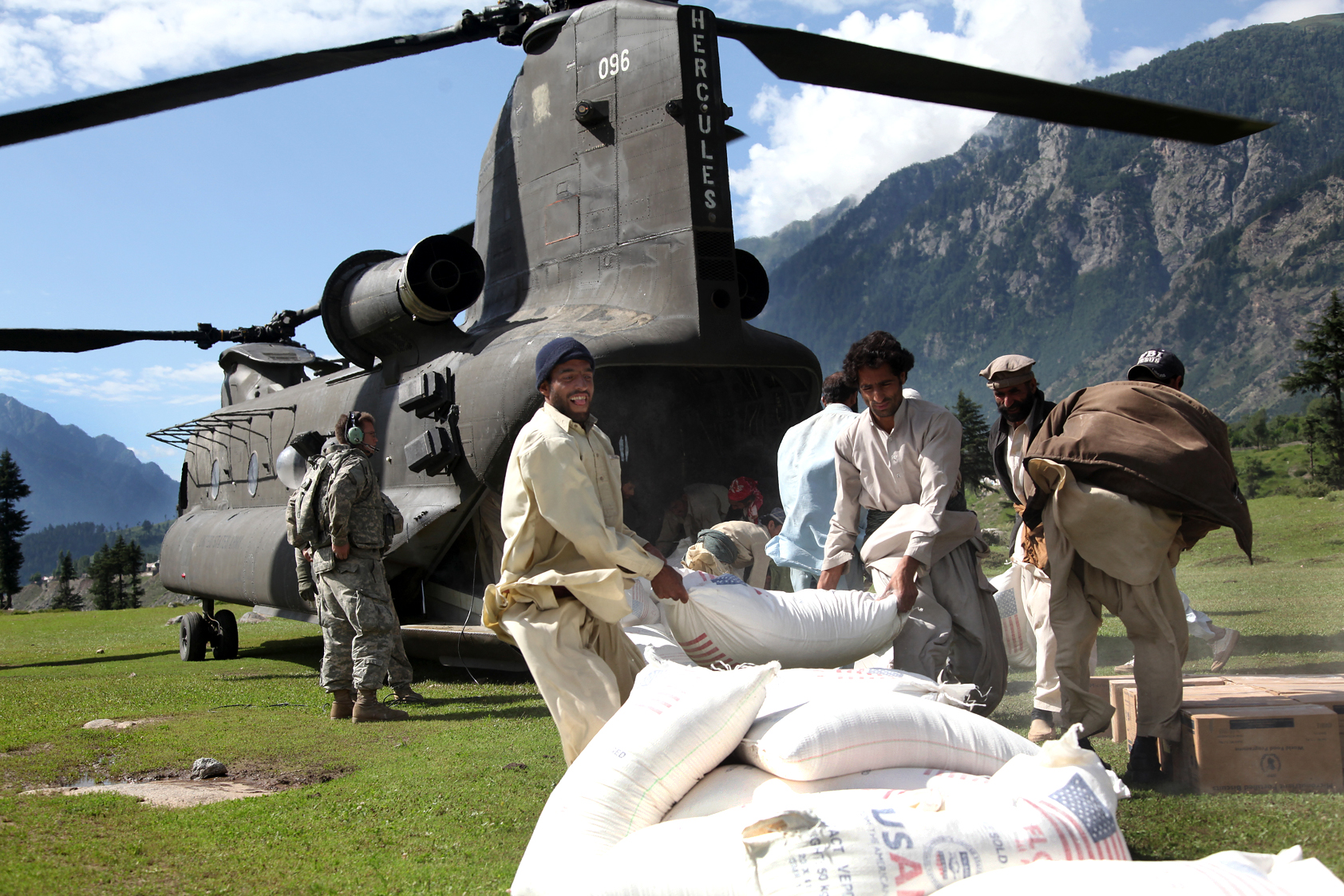
Des volontaires pakistanais déchargent de l'aide d'un hélicoptère américain dans la vallée.

Les inondations de 2010 au Pakistan ont très fortement touché la vallée, où l'on dénombre plus de 1 000 victimes.

## Population

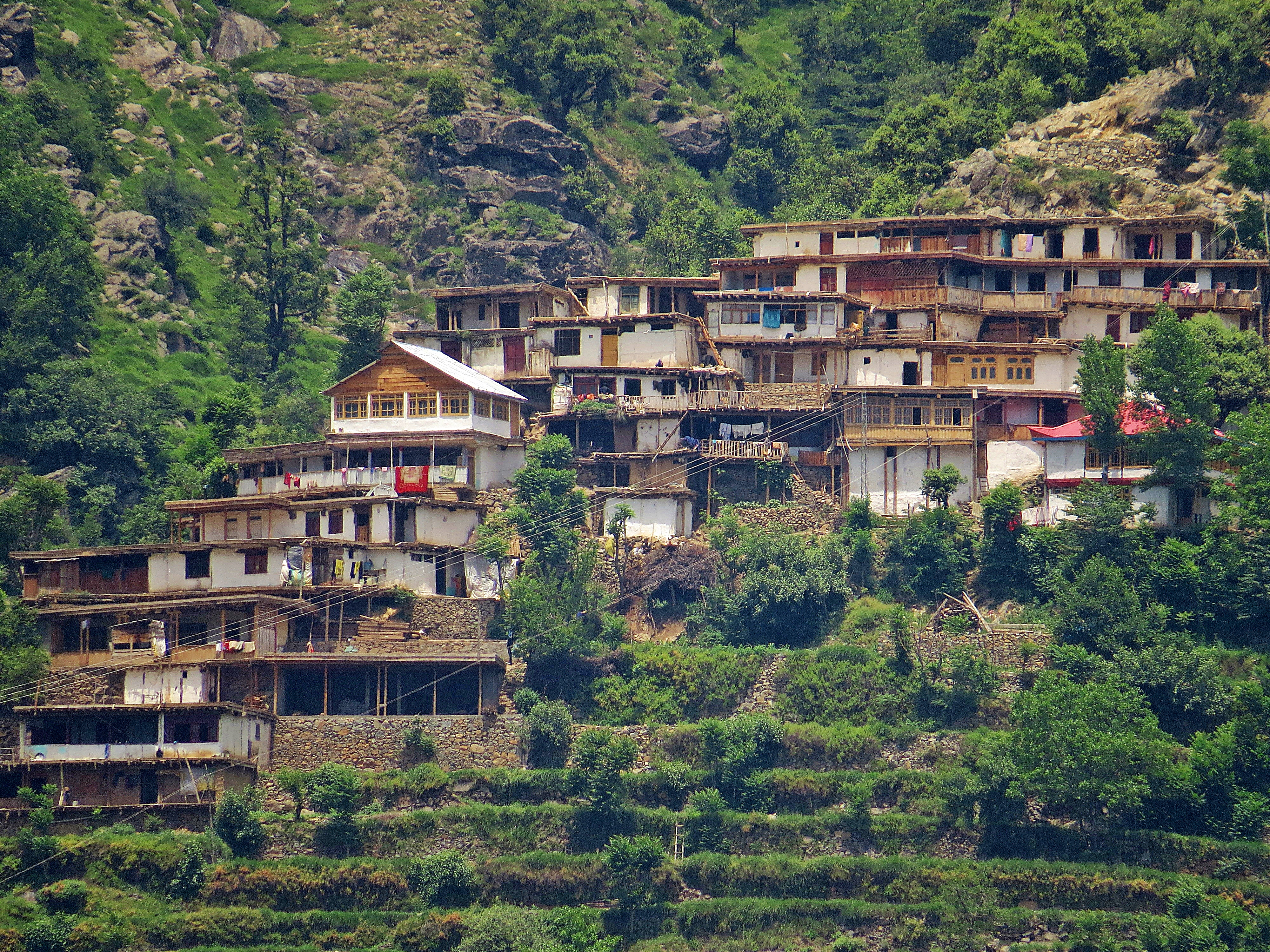
Habitations dans le tehsil de Behrain.

Le recensement de 1998 a évalué la population du district à 1 257 602 personnes, dont 14 % de citadins. Le recensement suivant mené en 2017 pointe une population de 2 309 570 habitants, soit une croissance annuelle de 3,24 %, supérieure aux moyennes provinciale et nationale de 2,89 % et 2,4 % respectivement. Le taux d'urbanisation grimpe à près de 30 %.
D'après le recensement de 2023, la population atteint 2 687 384 habitants, avec un taux d'urbanisation stable.
Majoritairement pachtoune, la population du district parle essentiellement pachto pour 92 % en 2023. 
Très majoritairement musulman à plus de 99 %, il compte de faibles minorités religieuses : 7 200 chrétiens, 540 sikhs et 117 hindous en 2023. Avant 1947, les hindous et les sikhs étaient plus nombreux, mais lors de la partition de 1947, plus de 90 % des hindous et sikhs s'exilèrent en Inde. De nos jours, les chrétiens et hindous vivent essentiellement en zune rurale, et les sikhs en zone urbaine.

## Administration

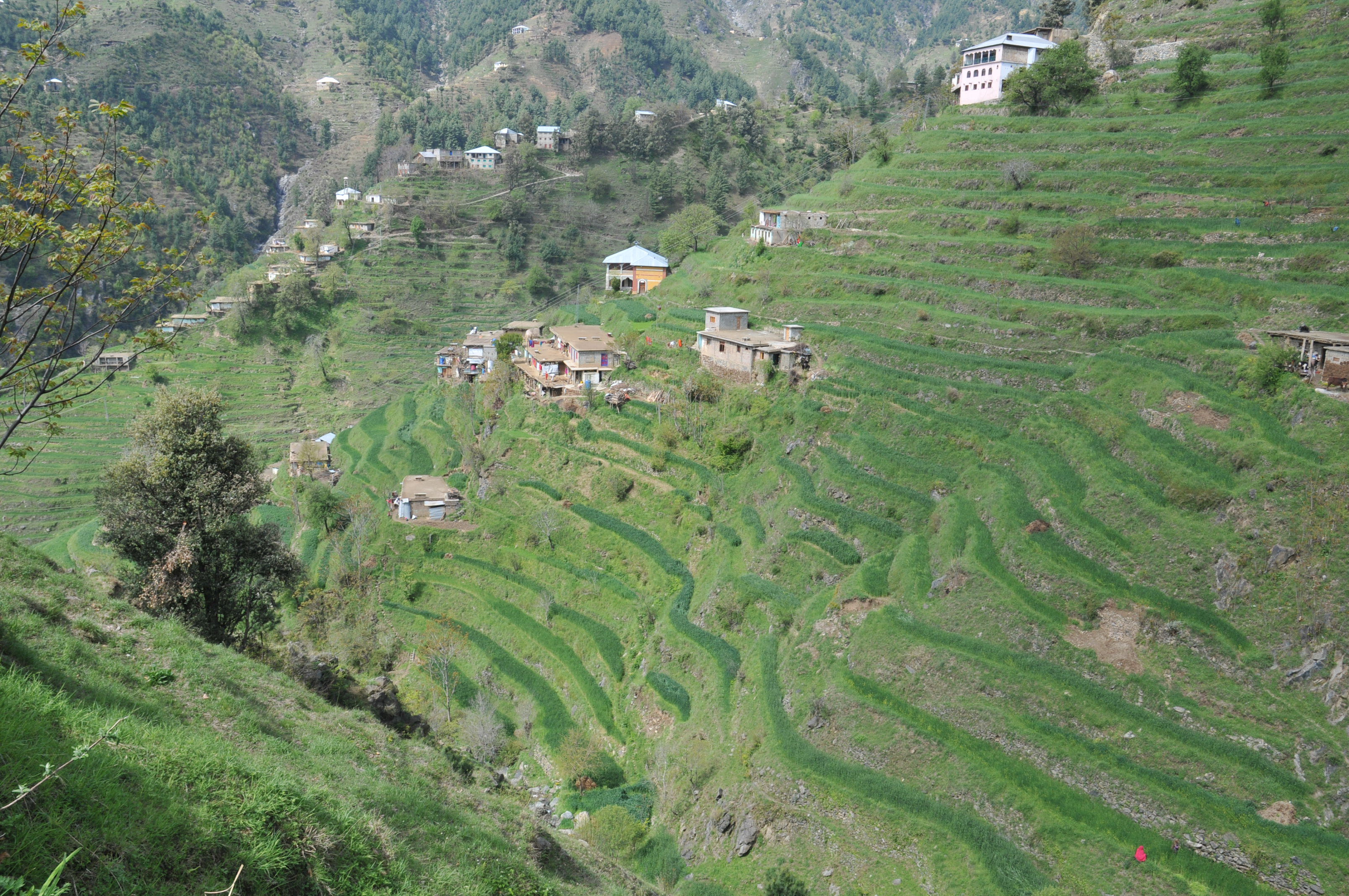
Le tehsil de Kabal.

Le district est divisé en sept tehsils ainsi que 65 Union Councils.
| Tehsil       | Population (rec. 2023) | % urbains |
| ------------ | ---------------------- | --------- |
| Babuzai      | 696 697                | 48 %      |
| Barikot      | 220 148                | 52 %      |
| Behrain      | 270 623                | 28 %      |
| Charbagh     | 159 358                | 0 %       |
| Kabal        | 480 827                | 28 %      |
| Khawazakhela | 307 300                | 19 %      |
| Matta        | 552 431                | 9 %       |

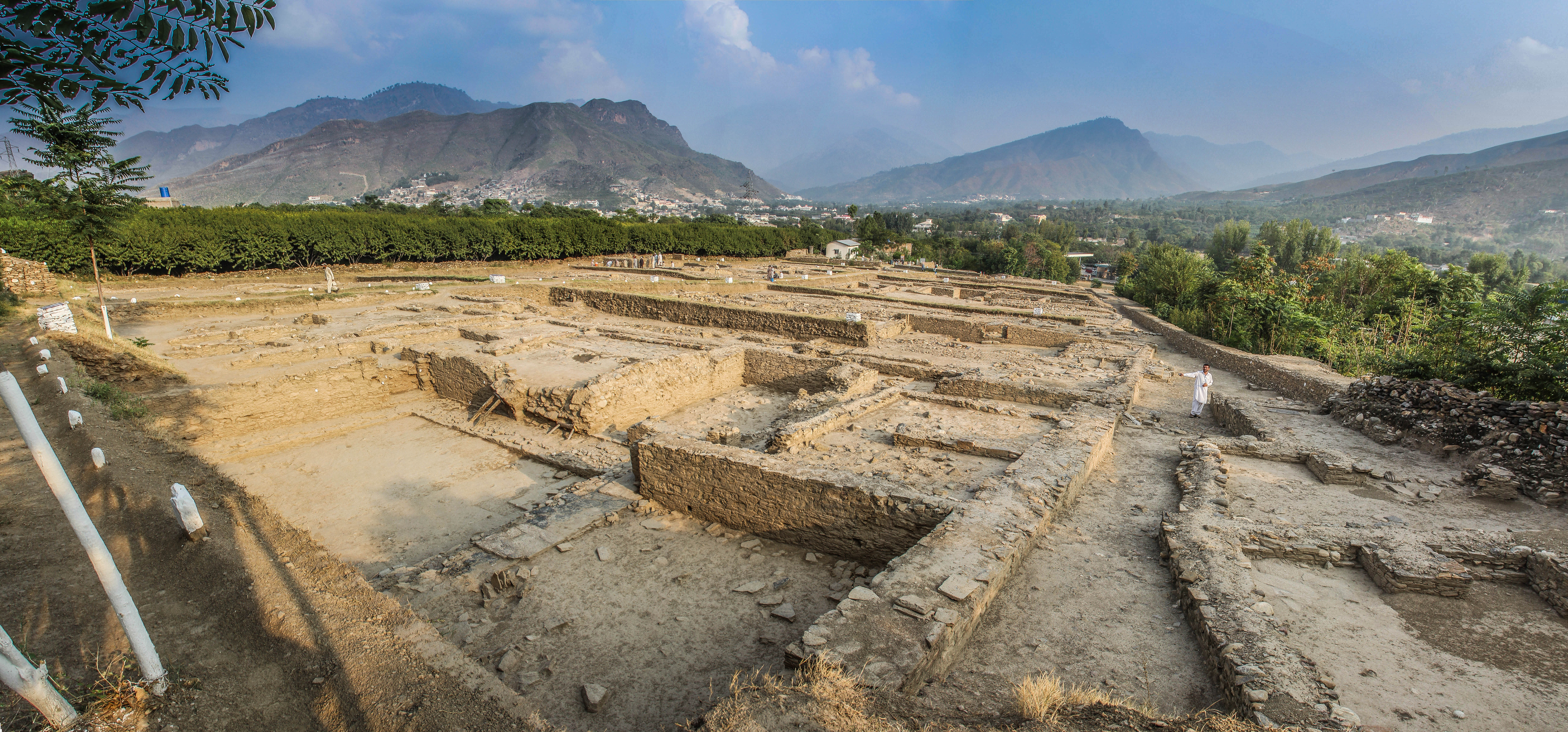
Vestiges à proximité de la ville de Barikot, visible en fond.

Le district compte six villes en 2023. La capitale Mingora compte près de 360 000 habitants, ce qui en fait de loin la ville la plus importante. Elle regroupe près de 13 % de la population totale du district et près de la moitié de la population urbaine. 
| Ville       | Population (rec. 2023) |
| ----------- | ---------------------- |
| Mingora     | 361 112                |
| Kabal       | 132 549                |
| Barikot     | 115 045                |
| Bahrain     | 76 728                 |
| Khwazakhela | 57 113                 |
| Matta       | 51 821                 |

## Économie

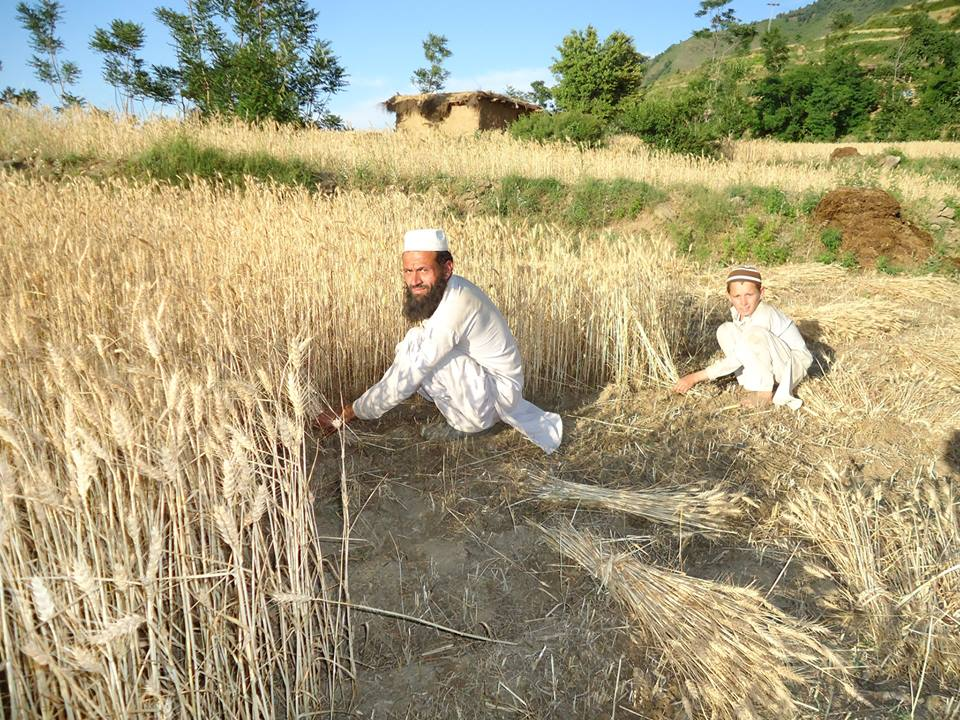
Récolte du blé dans la vallée de Swat.

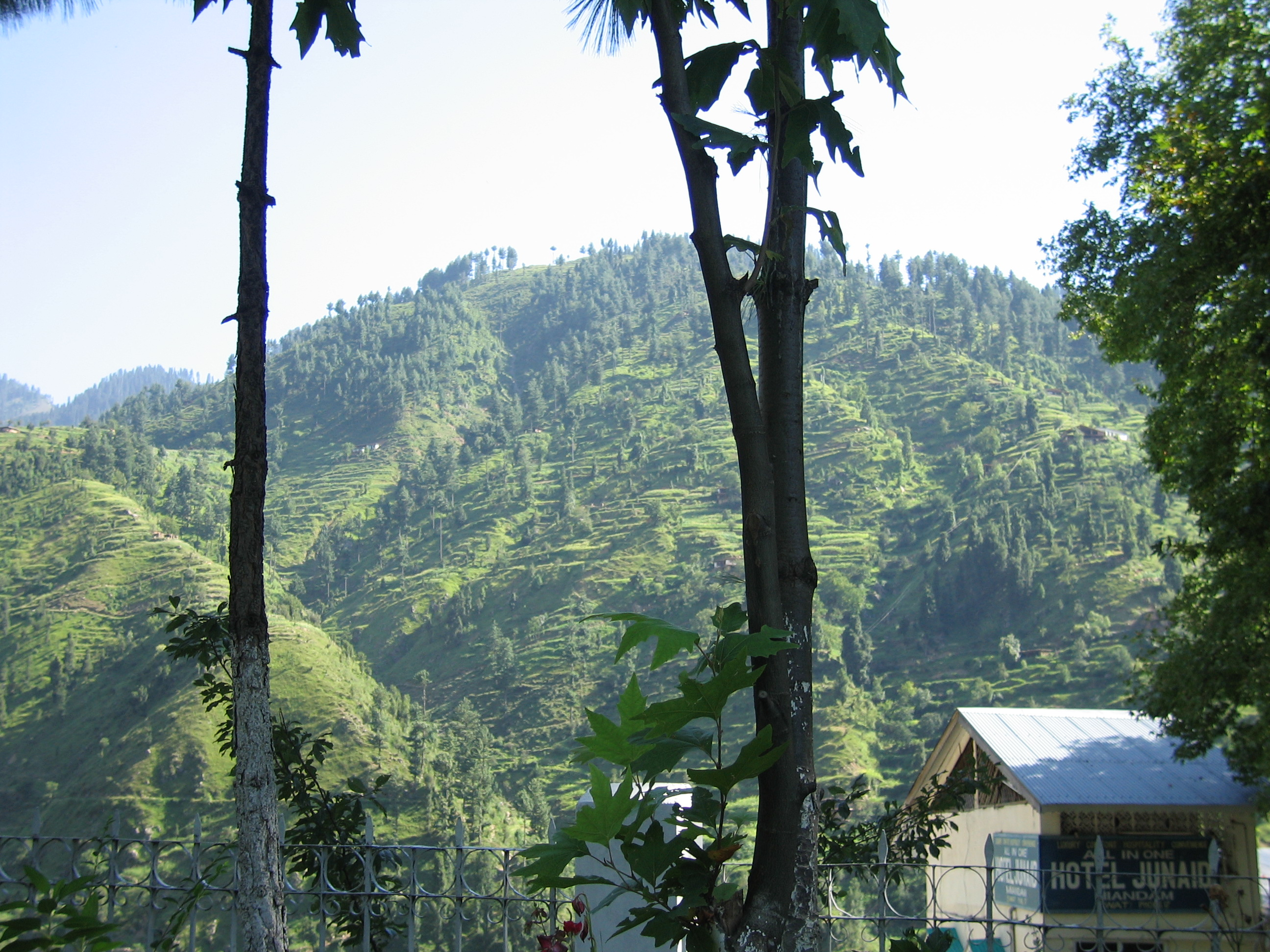
Une montagne de la vallée.

La vallée de Swat possède des mines d'émeraudes. Pendant l’Antiquité, ces émeraudes étaient parfois commercialisées via la route de la soie qui traversait les vallées de Peshawar, Swat et Kaboul.
Redécouvertes à la fin des années 1950, les mines d'émeraude de la vallée de la Swat ont été parfois utilisées par des insurgés talibans lors des combats avec l'armée pakistanaise.

## Éducation
Selon le recensement de 1998, le taux d'alphabétisation s'élevait à environ 29 %, soit moins que les moyennes nationale et provinciale de 44 % et 35 % respectivement. Il se situait à 43 % pour les hommes et 13 % pour les femmes.
En 2017, l'alphabétisation progresse à 50 %, dont 65 % pour les hommes et 35 % pour les femmes. Près de 72 % des enfants de 10 à 14 ans sont scolarisés, dont 83 % des garçons et 60 % des filles.
En 2023, avec une méthodologie différente, le taux d'alphabétisation baisse un peu, à 48 %, tandis que le différentiel entre hommes et femmes baisse également un peu, avec 62 % pour les hommes et 34 % pour les femmes.

## Politique
Depuis 2018, trois députés représentent le district à l'Assemblée nationale du Pakistan, et huit députés à l'Assemblée provinciale de Khyber Pakhtunkhwa.
Le district de Swat a été dominé par plusieurs formations politiques au cours des dernières années. Lors des élections législatives de 2002, les islamistes du Muttahida Majlis-e-Amal ont largement dominé Swat en même temps que la province. Cependant, ils boycottent les élections de 2008 et le taux de participation chute à seulement 18 % tandis que le Parti national Awami, de gauche et à tendance laïque, remporte un député fédéral et tous les élus provinciaux. 
Depuis les élections législatives de 2013, le Mouvement du Pakistan pour la justice domine Swat et remporte également le pouvoir au niveau provincial. Il amplifie cette performance lors des élections de 2018 en gagnant tous les sièges nationaux et provinciaux. 
| Mouvement du Pakistan pour la justice        | 201 449 | 47,21 % | 3 | 8 | 3 |
| Ligue musulmane du Pakistan (N)              | 78 375  | 18,37 % | 0 | 0 | 1 |
| Parti national Awami                         | 67 489  | 15,81 % | 0 | 0 | 1 |
| Parti du peuple pakistanais                  | 34 453  | 8,07 %  | 0 | 0 | = |
| Muttahida Majlis-e-Amal                      | 17 962  | 4,21 %  | 0 | 0 | = |
| Pashtunkhwa Milli Awami                      | 4 845   | 1,14 %  | 0 | 0 | = |
| Parti Qaumi Watan                            | 2 240   | 0,52 %  | 0 | 0 | = |
| Autres partis                                | 2 483   | 0,58 %  | 0 | 0 | = |
| Indépendants                                 | 17 451  | 4,09 %  | 0 | 0 | = |
| Total votes exprimés                         | 426 747 | 100 %   | 3 | 8 | 1 |
| Source : Commission électorale du Pakistan,. |         |         |   |   |   |